# Milton Mendes
Milton Mendes (Criciúma, 25 april 1965) is een Braziliaans voormalig voetballer die als verdediger speelde.

## Carrière
Mendes begon zijn carrière in 1984 bij CR Vasco da Gama en speelde tussen 1987 en 2002 voor SC Beira-Mar, CF Os Belenenses en CF União.